# Timbira
Le timbira constitue un sous-groupe de la famille des langues jê. Les parlers timbira sont parlés au Brésil.

## Classification

### Les Timbiras
Le timbira est parlé par différents groupes d'Amérindiens vivant dans les États brésiliens de Maranhão, Tocantins et Pará. Ces groupes sont les Canela Apãniekrá, les Canela Ramkokamekrá, les Gavião Pykobjê, les Gavião Parkatejê, les Krahô, les Krẽjê et les Krĩkatí. Leur nombre total est de 5 188. 

### Liste des parlers timbira
Les Timbira considèrent qu'au delà des différences linguistiques ils parlent une seule et même langue, le timbira qui fonde leur identité collective. Les parlers timbira sont : 
- le canela
- le parkatejê, avec le pykobjê
- le krahô
- le kreye (krẽjê)
- le krinkati (krĩkatí)

## Écriture
| Majuscules | Majuscules | Majuscules | Majuscules | Majuscules | Majuscules | Majuscules | Majuscules | Majuscules | Majuscules | Majuscules | Majuscules | Majuscules | Majuscules | Majuscules | Majuscules | Majuscules | Majuscules | Majuscules | Majuscules | Majuscules | Majuscules | Majuscules | Majuscules | Majuscules |
| ---------- | ---------- | ---------- | ---------- | ---------- | ---------- | ---------- | ---------- | ---------- | ---------- | ---------- | ---------- | ---------- | ---------- | ---------- | ---------- | ---------- | ---------- | ---------- | ---------- | ---------- | ---------- | ---------- | ---------- | ---------- |
| A          | C          | E          | Ë          | Ẽ          | G          | H          | Ĩ          | J          | K          | M          | N          | O          | Ö          | Õ          | P          | R          | T          | Ũ          | W          | X          | Y          | Ỳ          | Ỹ          | ʼ          |
| Minuscules |            |            |            |            |            |            |            |            |            |            |            |            |            |            |            |            |            |            |            |            |            |            |            |            |
| a          | c          | e          | ë          | ẽ          | g          | h          | ĩ          | j          | k          | m          | n          | o          | ö          | õ          | p          | r          | t          | ũ          | w          | x          | y          | ỳ          | ỹ          | ʼ          |